# Hooglede
Hooglede è un comune belga di 10 106 abitanti, situato nella provincia fiamminga delle Fiandre Occidentali.

## Storia

### Simboli
Lo stemma è stato concesso il 10 novembre 1819 e successivamente confermato il 9 luglio 1840 e il 6 giugno 1988.
È rappresentato Quirino di Neuss con riferimento ai pellegrinaggi, frequenti dal XVII secolo fino all'inizio del XX secolo, verso le reliquie del santo conservate nella locale chiesa di Sant'Amando (Sint-Amanduskerk). 
La bandiera è un drappo di giallo, alla croce di sant'Andrea di rosso, caricata di quattro anelletti di bianco, con al centro lo stemma comunale.